# Superconfex-Yoko
Superconfex-Yoko-Colnago is een voormalige Nederlandse professionele wielerploeg. Het is de  voortzetting van Kwantum Hallen-Yoko van ploegleider Jan Raas. De ploeg had een licentie van 1987 tot en met 1989. Superconfex stopt als sponsor in 1990, waarna Heineken het stokje overneemt en de ploeg voortgezet wordt onder Heinekens merknaam Buckler.

## Historiek
Superconfex groeit uit tot een succesvolle formatie, onder andere door de ritoverwinningen van Jean-Paul van Poppel en Jelle Nijdam in de Ronde van Frankrijk. Superconfex was een van de eerste ploegen, zo niet de eerste, die de hedendaagse ploegentactiek om te komen tot een massasprint tot in de perfectie beheerste. 
Met hardrijders als Jelle Nijdam, Maarten Ducrot en Gerrit Solleveld was het de ideale ploeg om het bekende treintje aan kop van het peloton te plaatsen. Dit treintje houdt het tempo hoog zodat er niemand meer kan ontsnappen. In de laatste kilometers maken de renners een voor een nog een keer goed tempo om daarna van kop af te waaien. De laatste van het treintje, de sprinter, komt dan pas de laatste paar honderd meter op kop. 
In Jean-Paul van Poppel had Superconfex de ideale afmaker. In 1987 leverde dit van Poppel naast twee etappes de groene trui in de Ronde van Frankrijk op, en in 1988 vier etappe-zeges in dezelfde ronde. Het Superconfex-concept is hierna door bijna alle ploegen gekopieerd. Ontsnappingen in de finale van een wedstrijd komen door het hoge tempo tegenwoordig dan ook bijna niet meer voor. Ook voor deze late ontsnappingen had Superconfex de mensen in de ploeg, en ook met deze tactiek werd veelvuldig gewonnen.

## Belangrijkste overwinningen
1987

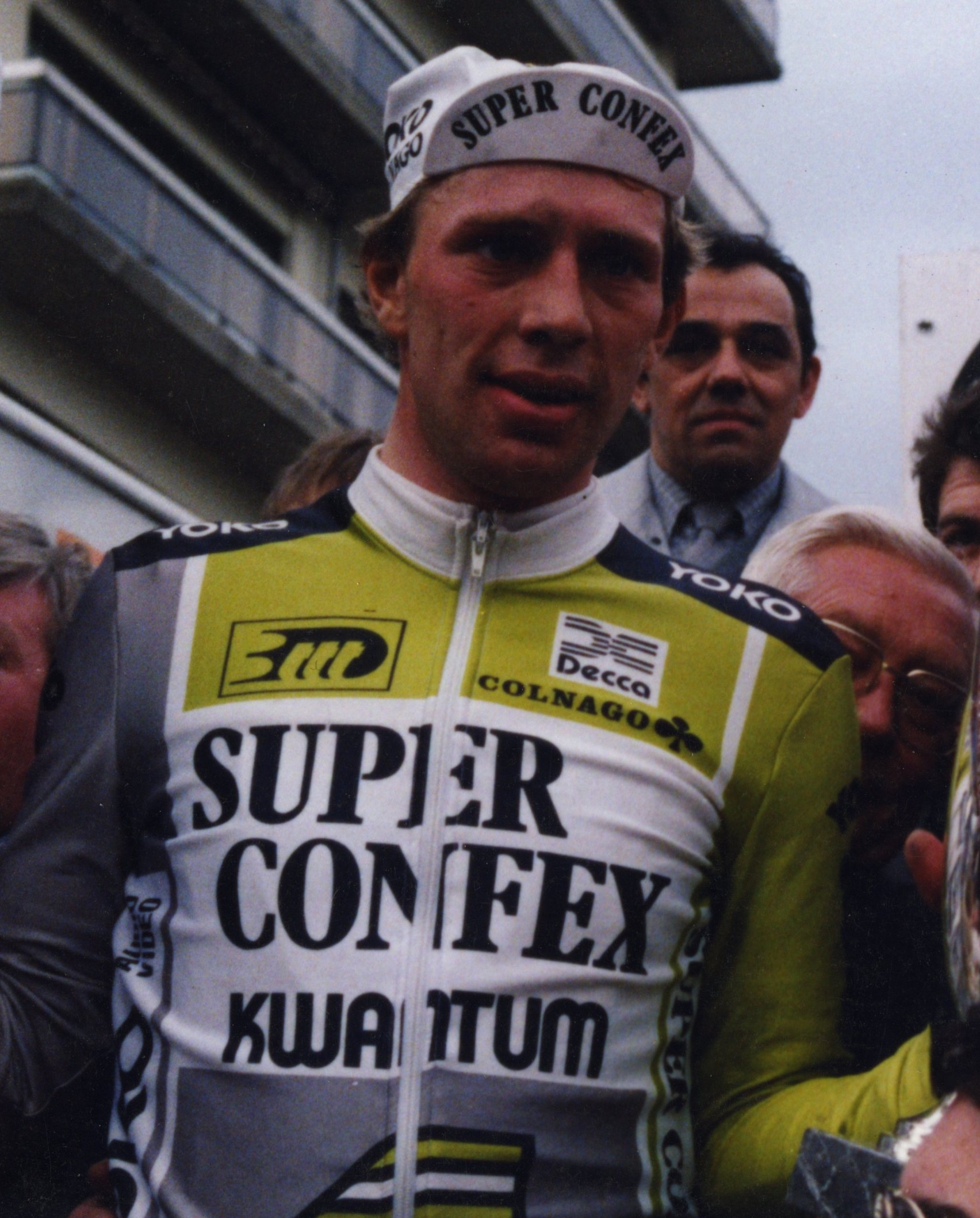
Jelle Nijdam als winnaar van Dwars door België in 1987

- Kampioenschap van Zürich, Rolf Gölz
- Eindklassement Ronde van de Haut-Var, Rolf Gölz
- Eindklassement Ruta del Sol, Rolf Gölz
- Dwars door België, Jelle Nijdam
- Kuurne-Brussel-Kuurne, Ludo Peeters
- Eindklassement Ronde van de Middellandse Zee, Gerrit Solleveld
- Brabantse Pijl, Edwig Van Hooydonck
- Amstel Gold Race, Joop Zoetemelk
- Ronde van Midden-Zeeland, Jean-Paul van Poppel
- 1e etappe Ronde van Frankrijk, Nico Verhoeven
- 8e etappe Ronde van Frankrijk, Epinay-sous-Sénart Jean-Paul van Poppel
- 17e etappe Ronde van Frankrijk, Avignon Jean-Paul van Poppel
- Puntenklassement (groene trui) Ronde van Frankrijk, Jean-Paul van Poppel

1988
- Waalse Pijl, Rolf Gölz
- Amstel Gold Race, Jelle Nijdam
- Parijs-Brussel, Rolf Gölz
- Eindklassement Ronde van België, Frans Maassen
- Grote Prijs Eddy Merckx, Edwig Van Hooydonck
- Eindklassement Ruta del Sol, Edwig Van Hooydonck
- Scheldeprijs, Jean-Paul van Poppel
- 3e etappe Ronde van Frankrijk, Le Mans Jean-Paul van Poppel
- 10e etappe Ronde van Frankrijk, Besançon Jean-Paul van Poppel
- 17e etappe Ronde van Frankrijk, Bordeaux Jean-Paul van Poppel
- 22e etappe Ronde van Frankrijk, Paris Jean-Paul van Poppel
- Veenendaal-Veenendaal, Ronny Vlassaks

1989
- NK op de weg, Elite, Frans Maassen
- Milaan-Turijn, Rolf Gölz
- Gent-Wevelgem, Gerrit Solleveld
- Kuurne-Brussel-Kuurne, Edwig Van Hooydonck
- Ronde van Vlaanderen, Edwig Van Hooydonck
- Ronde van Midden-Zeeland, Jelle Nijdam
- GP Wielerrevue, Noël Segers
- Parijs-Brussel, Jelle Nijdam
- Parijs-Tours, Jelle Nijdam
- Wincanton Classic, Frans Maassen